# 프로톤 (소프트웨어)
프로톤(Proton)은 리눅스 기반 운영체제에서 윈도우 소프트웨어(주로 비디오 게임)를 실행할 수 있게 해주는 호환성 계층이다. 프로톤은 밸브가 코드위버스 개발자들과 협력하여 개발한다. 이는 와인의 패치된 버전과 결합된 소프트웨어 및 라이브러리 모음으로, 윈도우 게임과의 성능과 호환성을 개선한다. 프로톤은 "Steam Play"로 Steam 클라이언트에 통합되도록 설계되었다. 비공식 포크는 수동으로 설치할 수 있지만, 클라이언트를 통해 공식적으로 배포된다.

## 개요
프로톤은 2018년 8월 21일에 처음 출시되었다. 출시와 함께 밸브는 최종 사용자의 조정 없이 네이티브 윈도우 버전처럼 작동하도록 테스트 및 인증된 27개의 게임 목록을 발표했다. 여기에는 둠 (2016), 퀘이크, 파이널 판타지 VI 등이 포함된다.
프로톤은 3D 성능을 향상시키는 여러 라이브러리를 포함한다. 여기에는 Direct3D-Vulkan 변환 계층인 Direct3D 9, 10, 11용 DXVK와 Direct3D 12용 VKD3D-Proton이 포함된다. D9VK로 알려진 별도의 라이브러리는 2019년 12월 DXVK에 병합될 때까지 Direct3D 9 지원을 담당했다.

## 호환성
Wine의 포크인 프로톤은 상위 버전과 매우 유사한 윈도우 애플리케이션 호환성을 유지한다. 공식 호환 게임 목록 외에도 많은 다른 윈도우 게임이 비공식적으로 프로톤과 호환된다. 사용자는 특정 게임에 대해 프로톤 사용을 강제할 수 있으며, 심지어 리눅스 버전이 이미 존재하더라도 가능하다. 이는 게임의 네이티브 리눅스 지원이 부족하거나 불안정할 때 수행될 수 있다.

### ProtonDB
ProtonDB는 주어진 타이틀의 프로톤 호환성을 "Borked" (작동 안 함)부터 "Platinum" (완벽하게 작동)까지의 등급 척도로 집단 소스 데이터를 수집하고 표시하는 비공식 커뮤니티 웹사이트이다. 이 사이트는 WineHQ AppDB에서 영감을 받아 집단 소스 호환성 보고서를 수집하고 표시하며 유사한 평가 시스템을 사용한다.

## 출시 역사
밸브는 아홉 개의 주요 프로톤 버전을 출시했다. 버전 관리 체계는 기반이 되는 상위 Wine 버전을 참조하며, 패치 번호가 추가된다.
프로톤은 일반적으로 상위 Wine 기반 버전보다 몇 릴리스 뒤처진다. Proton GE와 같은 비공식 포크는 최근 Wine 버전을 기반으로 프로톤을 리베이스하기 위해 생성되었으며, 공식 릴리스에 비해 게임 호환성이 향상되거나 악화될 수 있다.
2020년 12월, 밸브는 정규 릴리스보다 더 빠르게 새로운 기능과 버그 수정을 통합하는 프로톤의 퍼페추얼 베타 브랜치인 Proton Experimental을 출시했으며, 이는 결국 정규 릴리스에 포함된다.
스팀 덱은 프로톤을 사용하여 소프트웨어 타이틀 호환성을 높인다.

### Proton 3.7 (2018년 8월)
프로톤의 첫 공식 출시.
DOOM (2016), Quake, Final Fantasy VI를 포함한 27개의 게임을 지원했다. Vulkan을 통해 Direct3D 10/11 구현을 위한 DXVK를 통합했다.

### Proton 4.2 (2019년 4월)
새로운 버전의 Wine으로 업데이트되어 호환성 및 성능이 향상되었다. 전체 화면 모드 및 컨트롤러 지원이 강화되었다.

### Proton 5.0 (2020년 2월)
Wine 5.0을 기반으로 하여 게임 호환성이 크게 향상되었다. 안티 치트 시스템이 있는 게임에 대한 지원이 개선되었다.

### Proton 5.13 (2020년 10월)
더 많은 게임에 대한 호환성이 도입되었고 기존 타이틀에 대한 지원이 개선되었다. 미디어 재생 및 네트워킹 기능이 향상되었다.

### Proton 6.3 (2021년 4월)
Wine 6.0을 기반으로 하며 추가 패치가 적용되었다. VKD3D-Proton을 통한 Direct3D 12 지원이 개선되었다. 게임 성능 및 호환성이 향상되었다.

### Proton 7.0 (2022년 2월)
Wine 7.0을 기반으로 구축되었다. 게임 호환성 및 새로운 기능에 대한 상당한 개선이 이루어졌다.

### Proton 8.0 (2023년 4월)
게임 호환성 및 성능이 지속적으로 향상되었다. 개선된 그래픽 지원을 위해 DXVK 및 VKD3D-Proton이 업데이트되었다.

### Proton 9.0 (2024년 5월)
안정성 및 호환성에 중점을 둔 최신 주요 릴리스. 최신 게임 및 기술에 대한 지원이 개선되었다.

## 같이 보기
- SteamOS
- Lutris Wine, Proton 및 관련 기술을 사용하는 게임 관리자
- 크로스오버